# Larvikiet

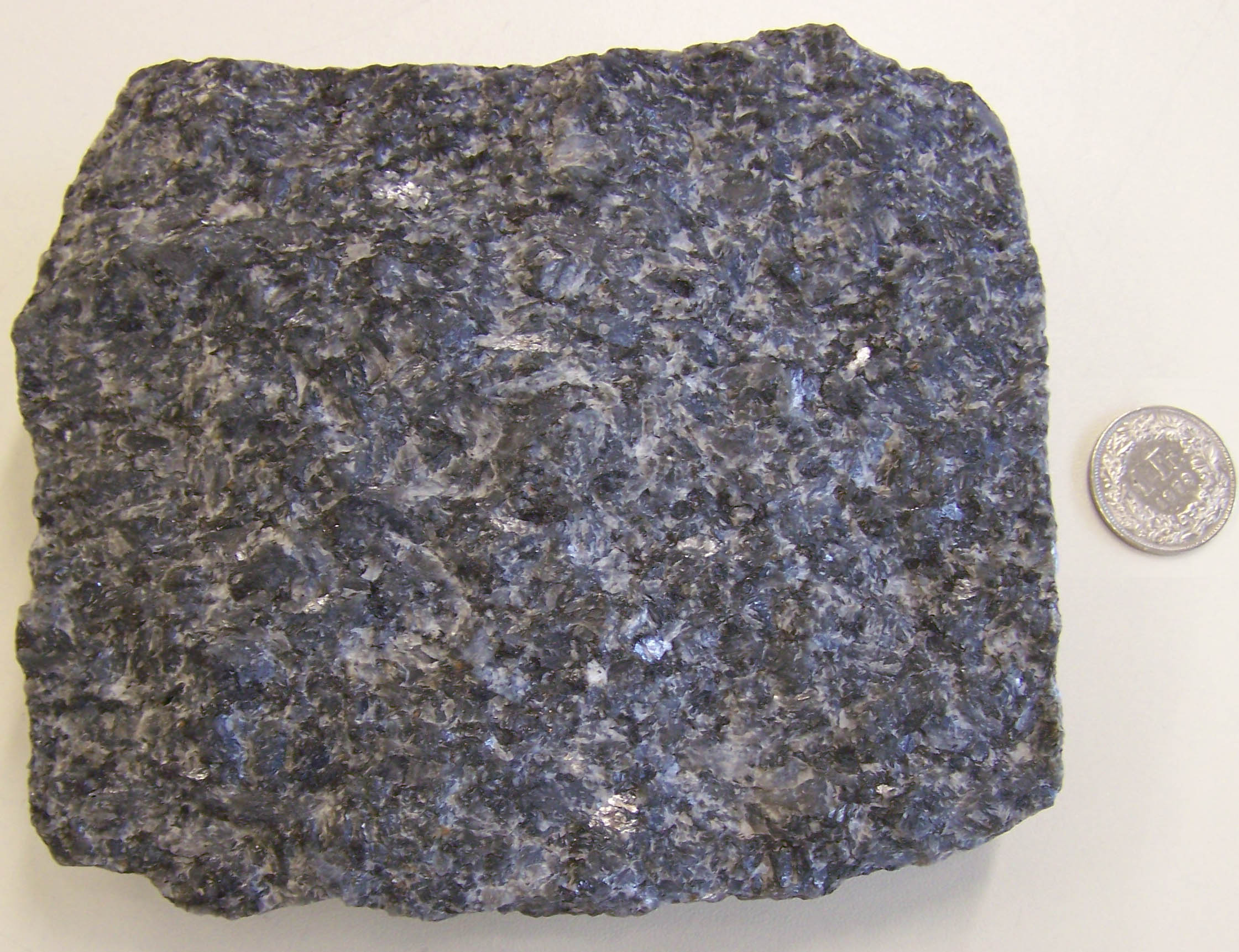
Larvikiet uit Larvik, Noorwegen. Munt van 1 Zwitserse frank (2,3 cm diameter) voor schaal.

Larvikiet is een stollingsgesteente dat veel plagioklaas, voornamelijk in schilferige vorm, bevat. Dit geeft het gesteente bij polijsten een typische blauwgrijze glans en een "glimmend" uiterlijk, hoewel dat niet door glimmers veroorzaakt wordt.

## Eigenschappen
Larvikiet is een gesteente dat voor het grootste gedeelte bestaat uit veldspaten (voornamelijk plagioklaas), maar ook kleine hoeveelheden kwarts, nefelien, olivijn, augiet, hoornblende, ilmeniet, magnetiet, apatiet, zirkoon en/of biotiet. De veldspaten hebben een schilferige habitus, waardoor ze (in gepolijste vorm) lijken op mica's. Veldspaten zijn echter tectosilicaten en mica's (of glimmers) fylosilicaten. Door tektoniek is het  larvikietcomplex doorsneden door aders die vooral nefelien bevatten.

## Naamgeving
Het gesteente larvikiet is genoemd naar de plaats waar het voor het eerst beschreven werd, Larvik in Noorwegen.

## Voorkomen
Larvikiet is vooral bekend uit de regio rond Oslo, een gebied in Zuid-Noorwegen waar ook Larvik ligt. Het gebied bestaat uit een complex van magmatisch gesteente, voornamelijk monzoniet. Het vulkanisme dat dit complex gevormd heeft, is met behulp van de U-Pb-methode gedateerd op vroeg-Perm (297 - 292 Ma). Vermoed wordt dat de magmatische activiteit in het gebied gerelateerd is aan de opening van de huidige Noordzee, een rift-bekken dat uiteindelijk niet tot oceaanvorming geleid heeft (een zogenaamde failed rift).

## Industriële toepassing
Larvikiet wordt door het glimmende karakter in gepolijste vorm vaak als natuursteen gebruikt voor (winkel)gevels, aanrechtbladen en andere decoratie.